# Insidiatores
Infra-ordre
Les Insidiatores sont un infra-ordre d'opilions laniatores.

## Liste des familles
Selon World Catalogue of Opiliones (18/05/2021) :
- Travunioidea Absolon & Kratochvíl, 1932
  - Cladonychiidae Hadži, 1935
  - Cryptomastridae Derkarabetian & Hedin, 2018
  - Paranonychidae Briggs, 1971
  - Travuniidae Absolon & Kratochvíl, 1932
  - famille indéterminée
    - Yuria Suzuki, 1964
- Triaenonychoidea Sørensen, 1886
  - Buemarinoidae Karaman, 2019
  - Lomanellidae Mendes & Derkarabetian, 2021
  - Synthetonychiidae Forster, 1954
  - Triaenonychidae Sørensen, 1886

## Publication originale
- Loman, 1901  : « Ueber die geographische Verbreitung der Opilioniden. » Zoologische Jahrbücher, vol. 13, no , p. 71–104 (texte intégral).